# Brandon Nansen
Pas d'image ? Cliquez ici

a Compétitions nationales et continentales officielles uniquement.

b Matchs officiels uniquement.
Dernière mise à jour le 15 juin 2025.
Brandon Nansen, né le 3 novembre 1993 à Auckland (Nouvelle-Zélande), est un joueur international samoan de rugby à XV évoluant au poste de deuxième ligne au sein de l'effectif du FC Grenoble.

## Carrière
Natif d'Auckland en Nouvelle-Zélande, Brandon Nansen commence sa carrière senior en 2013 avec la province de North Harbour avec qui il remporte le NPC (Championship) en 2016.
Il est ensuite membre de la franchise des Blues pour la saison 2017 de Super Rugby, mais ne participe à aucune rencontre.
Il obtient sa première sélection avec les Samoa le 18 novembre 2017 contre la Roumanie à Bucarest.
Brandon Nansen joue ensuite successivement pour le Stade français Paris en Top 14 une saison puis pour les Dragons en Pro14 pendant deux saisons.
Il retourne ensuite en Top 14 au CA Brive pour une saison avant de rejoindre la Premiership sous les couleurs des Northampton Saints en 2021.

## Palmarès
- Vainqueur du NPC (Championship) en 2016 avec North Harbour.
- Finaliste du championnat de France de Pro D2 en 2024 et 2025 avec le FC Grenoble.